# Cerro San Antonio
Cerro San Antonio, także Cerro del Inglés – wzgórze o wysokości 130 m n.p.m. w paśmie Sierra de las Ánimas (część Cuchilla Grande) w południowym Urugwaju. Znajduje się w mieście Piriápolis w departamencie Maldonado, nad  wybrzeżem Atlantyku.
Na jego szczycie wybudowany jest kościół Św. Antoniego z pochodzącą z Mediolanu terakotową figurą świętego. Na szczyt można dostać się wyciągiem krzesełkowym.